# MISSA
MISSA è il mini-album di debutto della band visual kei giapponese dei Dir En Grey, uscito nel 1997.

## Tracce
1. Kiri To Mayu - 5:08 (Kyo - Kaoru)
2. 「S」 - 3:32 (Kyo)
3. Erode - 6:30 (Kyo - Toshiya)
4. Aoi Tsuki - 5:06 (Kyo - Dir en grey)
5. GARDEN - 5:27 (Kyo - Dir en grey)
6. Byou「」Shin - 5:39 (Kyo - Kaoru)